# Metazygia uma
Metazygia uma är en spindelart som beskrevs av Levi 1995. Metazygia uma ingår i släktet Metazygia och familjen hjulspindlar. Inga underarter finns listade i Catalogue of Life.